# فرناندو اريستغويتا
فرناندو اريستغويتا (بالإسبانية: Fernando Aristeguieta) (9 أبريل 1992 بكاراكاس في فنزويلا - ) هو لاعب كرة قدم فنزويلي في مركز الهجوم. شارك مع منتخب فنزويلا لكرة القدم. أما مع النوادي، فقد لعب مع فيلادلفيا يونيون ونادي النجم الأحمر سانت أوين ونادي خيتافي ونادي كاراكاس ونادي نانت.

## وصلات خارجية
- فرناندو اريستغويتا على موقع الدوري الأمريكي (الإنجليزية)
- فرناندو اريستغويتا على موقع قاعدة بيانات كرة القدم.إي يو (الإنجليزية)
- فرناندو اريستغويتا على موقع ناشيونال فوتبول تيمز (الإنجليزية)
- فرناندو اريستغويتا على موقع Soccerway.com (الإنجليزية)
- فرناندو اريستغويتا على موقع عالم كرة القدم.نت (الإنجليزية)
- فرناندو اريستغويتا على موقع AS.com (الإسبانية)